# Ideal (jornal)
Ideal é um jornal diário em espanhol editado e publicado em Granada.
Faz parte da Corporación de Medios de Andalucía, que por sua vez pertence ao Grupo Vocento. Fundado em 1932 pela Editorial Católica, desde então tem uma longa história. Embora a publicação seja amplamente difundida ao leste da Andaluzia, o Ideal é distribuído nas províncias de Granada, Almeria e Xaém, onde tem edições locais. Atualmente, é o jornal com maior número de assinaturas nessas províncias e um dos principais jornais da Andaluzia, alcançando em 2010 cerca de 164.000 leitores diários, de acordo com o El General General de Medios (EGM).

## História
O Ideal tem suas origens no diário católico e conservador La Gaceta del Sur, que encerrou em 1931. A hierarquia católica de Granada decidiu lançar um novo jornal, contando com a colaboração de jornalistas como Ángel Herrera Oria y de Pedro Gómez Aparicio. O jornal entrou em circulação pela primeira vez em 8 de maio de 1932. Foi editado pela Editorial Católica. Nestes primeiros anos de existência, era um jornal claramente conservador, e seu principal rival jornalístico era o liberal El Defensor de Granada. No contexto da década de 1930, o Ideal era o jornal mais bem impresso da província, superando outros publicados neste período. Durante essa época, destacou o trabalho de Ramón Ruiz Alonso, o tipógrafo do jornal. Durante os anos da Segunda República, a publicação atingiu uma circulação de 9000 cópias, de acordo com o CEDA.
Em 10 de março de 1936, um grupo de direitistas incendiou os escritórios da Ideal. Como consequência, o jornal não circulou por alguns meses. No início de julho, o jornal retornou a Granada, pouco antes do início da Guerra Civil Espanhola.

## Suplementos
Aos domingos, como muitos outros jornais do Grupo Vocento, a Ideal distribui o suplemento XLSemanal. É um jornal geral, com reportagens e colaborações de escritores como Arturo Pérez-Reverte e Juan Manuel de Prada.

## Diretores
O diário foi dirigido desde a fundação pelos seguintes periodistas:
| Nome                       | Duração         | Notas                   |
| -------------------------- | --------------- | ----------------------- |
| Pedro Gómez Aparicio       | 1932-1934       | Fundador                |
| Fernando de Eguía Martínez | 1934-1936       |                         |
| Ernesto la Orden Miracle   | 1936            |                         |
| Santiago Lozano García     | 1936-1938       | Guerra Civil            |
| Aquilino Morcillo Herrera  | 1938-1952       |                         |
| Santiago Lozano García     | 1952-1971       |                         |
| Melchor Saiz-Pardo Rubio   | 1971-2002       | Aquisição pela Vocento. |
| Eduardo Peralta de Ana     | 2002 - Presente |                         |